# Операция Ivy Bells
Ivy Bells (с англ. — «цветы плюща») — секретная операция ВМФ США, ЦРУ и АНБ по прослушке подводных линий связи ВМФ СССР в годы Холодной войны.

## Предыстория
В начале 1970-х годов правительству США стало известно о существовании подводной линии связи, проходящей по дну Охотского моря и соединяющей главную базу Тихоокеанского флота в Петропавловске-Камчатском со штабом ТФ во Владивостоке:172. В то время СССР в одностороннем порядке объявил Охотское море своими территориальными водами и ввёл запрет на заход иностранных судов. На дне моря были размещены многочисленные акустические датчики, предназначенные для обнаружения подводных лодок. В море велось постоянное патрулирование и регулярно проводились учения кораблей ТФ СССР.

## Операция
Несмотря на все трудности, руководство американской разведки приняло решение о прослушке кабеля. В октябре 1971 года специализированная АПЛ США Halibut проникла в акваторию Охотского моря. Высаженные с лодки водолазы обнаружили кабель на глубине 120 м и смонтировали подслушивающее устройство, позволявшее снимать с кабеля информацию, не нарушая его целостности. Устройство длиной около 6 м было снабжено механизмом сброса, срабатывавшего в случае подъёма кабеля на поверхность.

Кроме того, в ходе операции были собраны обломки советской сверхзвуковой противокорабельной ракеты П-500 «Базальт», что позволило в дальнейшем реконструировать изделие и изучить его основные характеристики
.
Прослушивающее устройство не имело возможности передачи данных, вся информация записывалась на магнитный носитель. Раз в месяц на место доставлялись подводные пловцы для извлечения записи и установки свежей ленты.
Анализ записей показал, что советское командование было настолько уверено в надёжности кабеля, что большинство сообщений передавалось в незакодированном виде. Таким образом, американская разведка получила доступ к секретным сведениям главбазы РПКСН советского Тихоокеанского флота:188.
В 1980 году сотрудник АНБ Рональд Пелтон передал информацию об операции резидентам КГБ в США, и в октябре 1981 года подслушивающее устройство было демонтировано советской стороной.

## Дальнейшее развитие
Со временем подслушивающие устройства были установлены и на других подводных кабелях ВМФ СССР. Новые устройства, разработанные компанией Bell Labs, имели изотопный источник питания и позволяли вести запись в течение года:189. В этих операциях были задействованы АПЛ США Parche, Richard B. Russel, Seawolf и другие